# Richia orbipuncta
Richia orbipuncta är en fjärilsart som beskrevs av Barnes och Mcdunnough 1916. Richia orbipuncta ingår i släktet Richia och familjen nattflyn. Inga underarter finns listade.